# بخش ساتنا
بخش ساتنا (به انگلیسی: Satna district) یک منطقهٔ مسکونی در هند است که در Rewa division واقع شده‌است. بخش ساتنا ۷٬۵۰۲ کیلومتر مربع مساحت و ۲٬۲۲۸٬۹۳۵ نفر جمعیت دارد.